# Ronny Van Holen
Ronny Van Holen (Aalst, 9 maart 1959) is een Belgisch voormalig wielrenner. 

## Carrière
Ronny Van Holen was beroepsrenner tussen 1981 en 1992 en was onder meer ploeggenoot van Frank Hoste, Fons De Wolf, Johan Museeuw en Greg LeMond, in dienst van ploegleider José De Cauwer bij de Belgische ploeg AD Renting. In 1977 werd hij wereldkampioen bij de junioren. In zijn tweede seizoen als beroepsrenner won Van Holen de semi-klassieker GP Pino Cerami. Zijn piek beleefde Van Holen medio jaren tachtig tot eind jaren tachtig. De Aalstenaar presteerde sterk in de eendagswedstrijden. Zijn belangrijkste zeges zijn de Omloop Het Volk in 1988 en de Brabantse Pijl in 1984. Hij won ook twee keer de GP Jef Scherens; 1984 en 1987. In 1992 stopte hij op 33-jarige leeftijd met koersen.

## Belangrijkste overwinningen
1982
- 2e etappe Ronde van Duitsland
- GP Pino Cerami

1984
- Brabantse Pijl
- 5e etappe Catalaanse week
- GP Jef Scherens

1985
- Kustpijl
- Omloop van West-Brabant

1986
- Binche-Doornik-Binche

1987
- GP Jef Scherens

1988
- Omloop Het Volk

## Resultaten in voornaamste wedstrijden
| Jaar | Ronde van Italië | Ronde van Frankrijk | Ronde van Spanje |
| ---- | ---------------- | ------------------- | ---------------- |
| 1981 | opgave           |                     |                  |
| 1982 |                  |                     |                  |
| 1983 |                  |                     |                  |
| 1984 |                  |                     | 59e              |
| 1985 |                  |                     | 74e              |
| 1986 |                  | opgave              |                  |
| 1987 |                  |                     | opgave           |
| 1988 |                  |                     |                  |
| 1989 |                  | opgave              | 100e             |
| 1990 |                  |                     |                  |
| 1991 |                  |                     |                  |

| Jaar | Gent-Wevelgem | Ronde van Vlaanderen | Parijs-Roubaix | Amstel Gold Race | Parijs-Brussel | Brabantse Pijl | Omloop Het Volk |
| ---- | ------------- | -------------------- | -------------- | ---------------- | -------------- | -------------- | --------------- |
| 1981 | 21e           |                      | 30e            | 42e              | 16e            |                |                 |
| 1982 | 19e           |                      |                |                  |                | Brons          |                 |
| 1983 |               |                      |                | 47e              |                |                |                 |
| 1984 | 84e           | 14e                  | 15e            |                  |                | Goud           |                 |
| 1985 | 26e           |                      |                |                  | 68e            |                | 15e             |
| 1986 | 29e           | 5e                   |                | ↑                |                |                |                 |
| 1987 |               | 7e                   |                |                  |                | 16e            |                 |
| 1988 |               | 16e                  |                |                  | 22e            |                | Goud            |
| 1989 | 67e           |                      | 16e            | 104e             |                | 9e             |                 |
| 1990 | 12e           |                      |                |                  | 12e            |                |                 |
| 1991 |               |                      |                |                  | 51e            |                |                 |